# سه، پنج، دو (مجموعه تلویزیونی ۱۳۹۰)
سه، پنج، دو یک مجموعه تلویزیونی محصول سال ۱۳۹۰ به کارگردانی حسین سهیلی‌زاده، نویسندگی سعید جلالی بود. این مجموعه بار دیگر در سال‌های ۱۳۹۷ از شبکه آی فیلم و رمضان ۱۴۰۰ از شبکه امید و دی ۱۴۰۱ از شبکه نسیم به روی آنتن رفت.

## خلاصه داستان سه پنج دو
حشمت سوری(فرهاد آئیش) که از فوتبال متنفر است بعد از فوت عمویش تمام اموال او به وی می‌رسد، او با مشورت پسرش(سیاوش خیرابی) برای پول درآوردن یک تیم فوتبال(آذرخش) می‌خرد و مدیرعامل باشگاه می‌شود و پسرش را سرپرست باشگاه می‌کند، او با حقّه‌های دربندی(رضا رویگری) مشاورش و دلال فوتبالی بیشتر ثروت بادآورده اش را از دست می‌دهد و دخترش با سیاوش رستمی(امیرحسین رستمی) و پسرش با شایسته دختر دربندی(مریم خدارحمی) ازدواج می‌کنند. سیروس با گول‌زدن فرخ (برادر زن حشمت) دسته چک حشمت را می‌دزدد، و می‌خواهد به امارات برود و آنجا کار کند، ولی دوستش دست و پای او را می‌بندد و چک را به بانک می‌برد تا نقدش کند، ولی سیاوش و پیام سر می‌رسند و او را تحویل پلیس می‌دهند، حشمت باشگاه را تحویل رحمانی (رئیس هیئت مدیره) باشگاه می‌دهد و یک میوه فروشی به اسم سه پنج دو می‌زند.

## بازیگران
- فرهاد آئیش (حشمت خان سوری)
- رضا رویگری (سیروس دربندی)
- رامین ناصرنصیر (فرخ)
- آتیلا پسیانی (استوار سنگی)
- امیرحسین رستمی (سیاوش رستمی)
- حامد کیازال (پدرام)
- سیاوش خیرابی (پیام سوری)
- شهره لرستانی (شهلا خانم)
- مریم خدارحمی (شایسته دربندی)
- مهسا کریم زاده (پونه)
- سعید نورالهی (حاجی)
- فرخنده فرمانی زاده (حاج خان)
- علی اصغر رضایی (قاضی)
- سیاوش قاسمی (قادر سعدی پور)
- آرش نوذری (شهرام سیا)
- حسین عید یوندی (دوست سیاوش رستمی)
- بهروز قادری (اسی)